# Gwen Griffiths
Gwendoline „Gwen“ Griffiths (* 30. August 1967 in Durban als Gwendoline van Rensburg) ist eine ehemalige südafrikanische Leichtathletin, die im Mittel- und Langstreckenlauf an den Start ging. 1993 wurde sie Afrikameisterin im 3000-Meter-Lauf.

## Sportliche Laufbahn
Erste internationale Erfahrungen sammelte Gwen Griffiths vermutlich im Jahr 1992, als sie bei den Afrikameisterschaften in Belle Vue Maurel in 4:20,79 min die Silbermedaille im 1500-Meter-Lauf hinter ihrer Landsfrau Elana Meyer und sicherte sich über 3000 Meter in 9:03,10 min die Silbermedaille hinter der Äthiopierin Derartu Tulu. Anschließend belegte sie beim IAAF World Cup in Havanna in 4:21,51 min den fünften Platz über 1500 Meter. Im Jahr darauf wurde sie bei den Crosslauf-Weltmeisterschaften 1993 in Amorebieta-Etxano in 21:27 min 72. im Einzelrennen. Im Juni siegte sie in 9:13,92 min im 3000-Meter-Lauf bei den Afrikameisterschaften in Durban und gewann über 1500 Meter in 4:13,17 min die Silbermedaille hinter ihrer Landsfrau Elana Meyer. Anschließend schied sie bei den Weltmeisterschaften in Stuttgart mit 4:14,81 min und 9:33,96 min jeweils in der Vorrunde über 1500 und 3000 Meter aus. Daraufhin erreichte sie beim IAAF Grand Prix Final in London mit 9:32,75 min den zehnten Platz im 3000-Meter-Lauf. 1994 gewann sie bei den Commonwealth Games in Victoria in 4:10,16 min die Bronzemedaille über 1500 Meter hinter der Engländerin Kelly Holmes und Paula Schnurr aus Kanada. Zudem belegte sie in 9:15,47 min den neunten Platz über 3000 Meter. Im September belegte sie beim IAAF Grand Prix Final in Paris in 15:38,39 min den neunten Platz im 5000-Meter-Lauf und gelangte beim IAAF World Cup in London mit 9:31,91 min auf Rang acht über 3000 Meter. Bei den Crosslauf-Weltmeisterschaften 1995 in Durham platzierte sie sich nach 23:17 min auf dem 114. Platz. Im August belegte sie bei den Weltmeisterschaften in Göteborg in 15:08,05 min im Finale den achten Platz über 5000 Meter. Im Jahr darauf erreichte sie bei den Olympischen Sommerspielen in Atlanta das Finale über 1500 Meter und belegte dort in 4:06,33 min den neunten Platz und verzichtete zuvor auf einen Start über 5000 Meter. 1997 schied sie bei den Hallenweltmeisterschaften in Paris mit 4:20,52 min in der Vorrunde über 1500 Meter aus. Bis 2007 bestritt sie Wettkämpfe im Straßenlauf, ehe sie ihre aktive sportliche Karriere im Alter von 40 Jahren beendete.
In den Jahren 1993, 1995 und 1996 wurde Griffiths südafrikanische Meisterin im 1500-Meter-Lauf sowie 1990 und 1998 im 10.000-Meter-Lauf. 1995 wurde sie Landesmeisterin im Crosslauf sowie von 1999 bis 2001 im Marathonlauf.

## Persönliche Bestleistungen
- 1500 Meter: 4:04,73 min, 7. August 1993 in Monaco
  - 1500 Meter (Halle): 4:20,52 min, 8. März 1997 in Paris
- Meile: 4:34,39 min, 1. Juli 1994 in Gateshead
- 3000 Meter: 8:44,64 min, 8. Juni 1995 in Rom
- 5000 Meter: 15:08,05 min, 12. August 1995 in Göteborg
- 10.000 Meter: 36:35,10 min, 7. März 1998 in Germiston
- Halbmarathon: 1:13:08 h, 9. August 1998 in Durban
- Marathon: 2:36:25 h, 28. Februar 1999 in Kapstadt